# Dęby Szlacheckie (przystanek kolejowy)
Dęby Szlacheckie – nieczynny wąskotorowy przystanek osobowy w Dębach Szlacheckich, w gminie Osiek Mały, w powiecie kolskim w województwie wielkopolskim, w Polsce. Został wybudowany w 1914 roku przez okupacyjne władze niemieckie.